# Писарев, Юрий Павлович
Юрий Павлович Писарев (6 августа 1922 — 8 июля 1991, Свердловск) — советский футболист и хоккеист, вратарь

## Биография
В 1947—1949 годах выступал в футболе за свердловское «Динамо» в классе «Б».
Также играл за хоккейное «Динамо», с которым в сезоне 1948/49 стал победителем зонального турнира и серебряным призёром финального турнира первой лиги, а в сезоне 1949/50 дебютировал в высшей лиге.
В сезоне 1953/54 выступал в первой лиге по хоккею за свердловский «Спартак».
Скончался в Екатеринбурге 8 июля 1991 года на 69-м году жизни. Похоронен на Восточном кладбище.